# Сетчатая ящурка
Се́тчатая я́щурка (лат. Eremias grammica) — вид ящериц из рода Ящурок.

## Внешний вид
Средняя ящерица, длина тела достигает 9,8 см. Морда удлиненная, заострённая на конце. Хвост несколько больше чем в полтора раза длиннее тела. По бокам всех пальцев длинные, плоские, более или менее треугольные чешуйки, образующие гребешки. Верх серый, со слабо-зеленоватым или буроватым оттенком. На спине, шее и основании хвоста и ног ярко выделяется сетчатый рисунок чёрно-серого или тёмно-коричневого цвета. Низ белый, часто с желтоватым оттенком.

## Образ жизни
Пустынная ящерица, населяющая преимущественно развеянные и слабозакреплённые пески с разреженной травянистой и кустарниковой растительностью. Убежищами служат норки грызунов и собственные норки, длиной обычно до 1 м и глубиной до 70 см. Норки чаще всего выкапывают в основании кустов. Может быстро зарываться в песок и передвигаться в нём на расстояния до 2—3 м.
Питается преимущественно беспозвоночными: пауками, скорпионами, фалангами, крупными насекомыми и их личинками. Важную роль в рационе играют личинки и куколки жуков, которых ящурки выкапывают, погружая голову в песок. Поедает и молодых ящериц других видов, а также плоды и листья растений. Может откусывать конец хвоста у зарывшихся в песок песчаных круглоголовок.
Сезонная активность отличается в разных частях ареала. Так, в северных его частях ящурка активна с начала апреля до середины октября, в то время как в южных районах зимовка длится не более трёх месяцев — с декабря по февраль.
Спаривание происходит в марте — начале апреля. Кладка 4—6 яиц повторяется два раза за сезон. Половой зрелости молодняк первой генерации достигает к лету следующего года, вто время как молодняк более поздних генераций — лишь после второй зимовки.

## Распространение
Сетчатая ящурка распространена в равнинном Туркменистане, Узбекистане, Таджикистане, среднем и южном Казахстане, на северо-востоке Ирана (восточный Хорасан), севере Афганистана, на крайнем северо-западе Китая. Численность вида стабильна.

## Охранный статус
Международным союзом охраны природы сетчатой ящурке был присвоен статус «вида, вызывающего наименьшие опасения» на основании её широкого распространение и предположительной высокой численности. Тем не менее, вид находится под локальной защитой в Иране и Китае, где он находится под угрозой исчезновения